# پادشاه ته ایجین
پادشاه ته ایجین (حکومت:۸۳۰ تا ۸۵۷) یازدهمین فرمانروای بالهایی، یک پادشاهی کره ای (از ۶۹۸ تا ۹۲۶) بود که بخش هایی از منچوری و شمال کره را اشغال کرد. نام دوره سلطنت او هام هوا (함화, 咸和) بود. او پس از پدربزرگش سون بالهه به حکومت رسید. دائه ایجین برای تثبیت یک سیستم اداری متمرکز و سازماندهی یک ارتش دائمی تلاش کرد.بعد از او ده گون هوانگ به پادشاهی رسید.